# Nuevo Castrejón
Nuevo Castrejón är en ort i Mexiko.   Den ligger i kommunen Las Choapas och delstaten Veracruz, i den sydöstra delen av landet, 600 km öster om huvudstaden Mexico City. Nuevo Castrejón ligger 70 meter över havet och antalet invånare är 202.
Terrängen runt Nuevo Castrejón är platt åt nordväst, men åt sydost är den kuperad. Runt Nuevo Castrejón är det ganska glesbefolkat, med 29 invånare per kvadratkilometer. Närmaste större samhälle är Nueva Tabasqueña, 8,2 km nordost om Nuevo Castrejón. Omgivningarna runt Nuevo Castrejón är en mosaik av jordbruksmark och naturlig växtlighet.